# تسروواتس (سمدروسکا پالانکا)
تسروواتس (به صربی: Cerovac) یک روستا در صربستان است که در اسمدرفسکا پلانکا واقع شده‌است. تسروواتس ۱٬۱۷۷ نفر جمعیت دارد.